# Ейский полуостров
Ейский полуостров — часть Кубано-Приазовской низменности, территория Ейского района Краснодарского края.
Омывается с трёх сторон водами Азовского моря — Ейским лиманом, Таганрогским заливом, Ясенским заливом, Бейсугским лиманом и открытым Азовским морем. Рельеф преимущественно равнинный. В море на несколько километров выступают песчаные косы — Ейская, Долгая, Камышеватская.
В 2007 году жители города Ейска и Ейского района выступили с инициативой о присвоении Ейскому полуострову статуса федерального курорта.